# Milton Avery
Milton Clark Avery (* 7. März 1885 in Altmar, New York; † 3. Januar 1965 in Woodstock, New York) war ein amerikanischer Maler.

## Leben
Avery wuchs in einer Gerberfamilie auf. Bereits mit 16 Jahren arbeitete er in verschiedenen Hilfstätigkeiten, mit denen er sich und seine Familie ernährte, was er auch später, teilweise in Nachtschichten, fortsetzte. Als sein Schwager 1915 starb, war er als einziger verbliebener männlicher Familienangehöriger in der Pflicht, für die Familie zu sorgen. Sein Kunstinteresse veranlasste ihn, bei der Connecticut League of Art Students in Hartford, Connecticut Unterricht zu nehmen. 1924 lernte er die Kunststudentin und Grafikerin Sally Michel kennen, die er 1926 heiratete. Michels Einkommen ermöglichte ihm, sich auf die Malerei zu konzentrieren. Im Verlauf der 1920er und 1930er Jahre war Avery auch in der Art Students League of New York tätig. Roy Neuberger begann ihn zu fördern und kaufte über 100 seiner Werke, was für Avery nach jahrelanger Tätigkeit den künstlerischen Durchbruch bedeutete. 1929 kam es zum ersten größeren Aufkauf seiner Werke durch die Phillips Collection in Washington, D.C.; dort fand 1944 die erste Einzelausstellung seiner Werke statt. 1963 wurde er in die American Academy of Arts and Sciences aufgenommen.

## Stil
Avery wird gerne als amerikanischer Matisse bezeichnet, so etwa 1981 in der New York Times, was auf seine farbliche Vielfalt und die Flächigkeit seiner Landschaftsgemälde Bezug nimmt. Farbbeziehungen waren ihm wichtiger als perspektivische Tiefenwirkung. Wurde er zunächst für zu abstrakt gehalten, galt er, nachdem der Expressionismus populär wurde, als zu naiv. Weitere Einflüsse werden Adolph Gottlieb und Mark Rothko zugerechnet.
Avery war ein wortkarger Mensch. Er wurde auf dem Artist Cemetery in Woodstock, New York, begraben. 1965 übergab Sally Avery die persönlichen Unterlagen dem Archive of American Art in der Smithsonian Institution. Seit 2007 sind diese auch online verfügbar. Seine Tochter March Avery ist ebenso Malerin.

## Ausstellungen (Auswahl)

### Einzelausstellungen
- 1962: Milton Avery Retrospektive, Krannert Art Museum, Champaign
- 1968: Milton Avery, Birmingham Museum of Art, Birmingham
- 1969: Milton Avery, Smithsonian American Art Museum, Washington, D.C.
- 1980: Milton Avery/MATRIX 34, University of California, Berkeley Art Museum[9]
- 1982: Milton Avery in Mexico and After, Orange County Museum of Art, Newport Beach
- 1983: Milton Avery, The Modern Art Museum of Fort Worth, Fort Worth
- 1990: Milton Avery in Black and White: Drawings 1929–59, Brooklyn Museum of Art, New York City
- 1990: Milton Avery: Works from the 1950s, The Modern Art Museum of Fort Worth, Fort Worth
- 1994: Milton Avery: Works on Paper, The National Gallery of Art, Washington, D.C.
- 1997: Milton Avery's Ebb & Flow, Cornell Fine Arts Museum, Winter Park
- 2001/02: Milton Avery – the late paintings, Milwaukee Art Museum, Milwaukee, sowie im Hammer Museum, Los Angeles, und Norton Museum of Art, West Palm Beach
- 2008: Milton Avery – The Kaufman Collection, Coral Springs Museum of Art, Coral Springs
- 2011: Milton Avery and the End of Modernism, Nassau County Museum of Art[10]

### Gruppenausstellungen
- 1945: 58th Annual Exhibition Of Contemporary American Paintings, Indianapolis Museum of Art
- 1953: Whitney Museum Annual - Whitney Museum of American Art, New York City, NY
- 1960: Ten Modern Masters Of American Art – 30 Works Selected From The Joseph H. Hirshhorn Collection, Indianapolis Museum of Art
- 1971: Ways of Looking, Museum of Modern Art, New York City
- 1989: American Modernism, The Art Museum of South Texas, Corpus Christi
- 2000: Art at Work: Forty Years of the Chase Manhattan Collection, Queens Museum of Art (QMA), New York City
- 2002: American Masters – Paintings from the Collection of the Portland Art Museum, Boise Art Museum
- 2002: The Tiger’s Eye – The Art of a Magazine, Yale University Art Gallery, New Haven
- 2003: Watercolors from the Collection, Albright-Knox Art Gallery, Buffalo
- 2008: Coming of Age. Arte americana dal 1850 al 1950, Peggy Guggenheim Collection, Venedig
- 2010: WaterWays, The Rose Art Museum, Waltham
- 2012: American Moderns, Oklahoma City Museum of Art, Oklahoma City
- 2013: 20th-Century American Art, Everson Museum of Art, Syracuse